# Лофант ганусовий
Лофант ганусовий, або ані́совий (Agastache foeniculum) — багаторічна рослина родини глухокропивових. Харчова, лікарська, медоносна і декоративна культура.

## Опис
Трав'яниста рослина заввишки 60-150 см, діаметр надземної частини може сягати 30-90 см. У молодих рослин корінь стрижневий, у дорослих підземні органи представлені косим кореневищем з мичкуватими корінцями завдовжки 10-15 см. Окремі корені можуть сягати 30 см при товщині 0,6 см, при цьому вони розгалужуються. Бруньки відновлення розташовуються на кореневищі на глибині близько 2 см, а також біля основи цьогорічних пагонів. Стебла монокарпічні (тобто після плодоношення відмирають), численні, прямостоячі, чотиригранні, залозисті. Листкові черешки у нижній частині стебла довгі, у верхній 0,5-2 см завдовжки. Листки серцеподібно-ланцетні, рідкозубчасті або городчасті, біля верхівки загострені, на нижньому боці повстисті, білувато-сірі, на верхньому вкриті численними ефірними залозками, завдовжки 7,5-10 см, завширшки 4-4,5 см. Їм притаманний сильний ганусовий аромат.
Суцвіття — щільні, циліндричні колосся завдовжки 2-20 см, розташовані на осьових і бічних пагонах по 8-15 штук на кожному. Приквітки яйцеподібні. Квітки двостатеві, зигоморфні, двогубі, трубчасто-дзвоникуваті, синьо-бузкові або білі, без запаху. Чашечка залозиста. Віночок завдовжки 0,9-1,2 см. Плід — гладкий, довгасто-овальний, темно-коричневий горішок. Вага 1000 насінин 0,3-0,4 г.

## Хімічний склад
Наземна частина лофанта містить 15% цінної ефірної олії, що складається на 70-80% з метилхавікола, завдяки якому рослина має сильний анісовий аромат. Крім ефірної олії, в рослині міститься аметофлавон, аскорбінова, кавова, лимонна та яблучна кислоти.

## Поширення

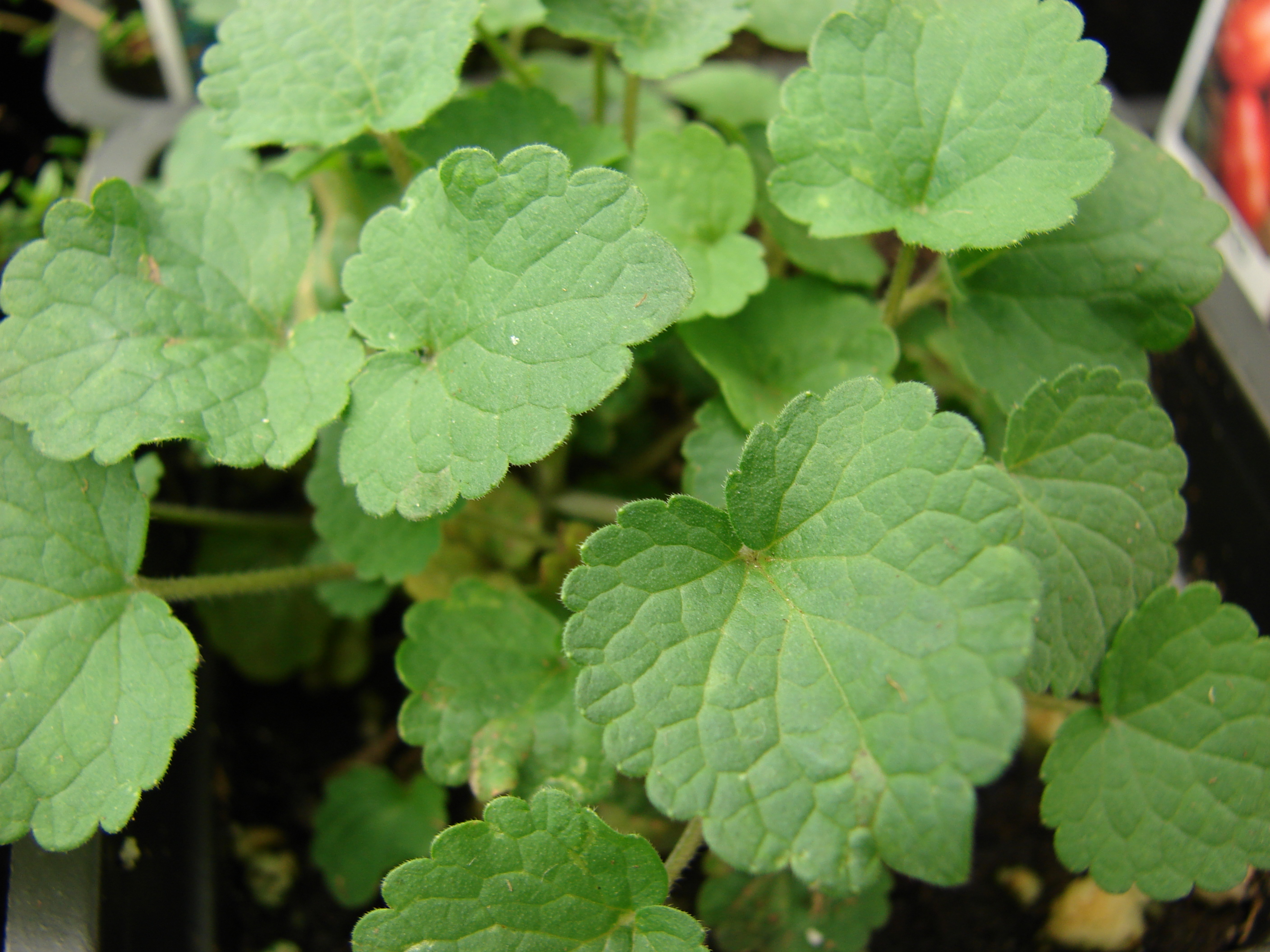
Листя молодої рослини

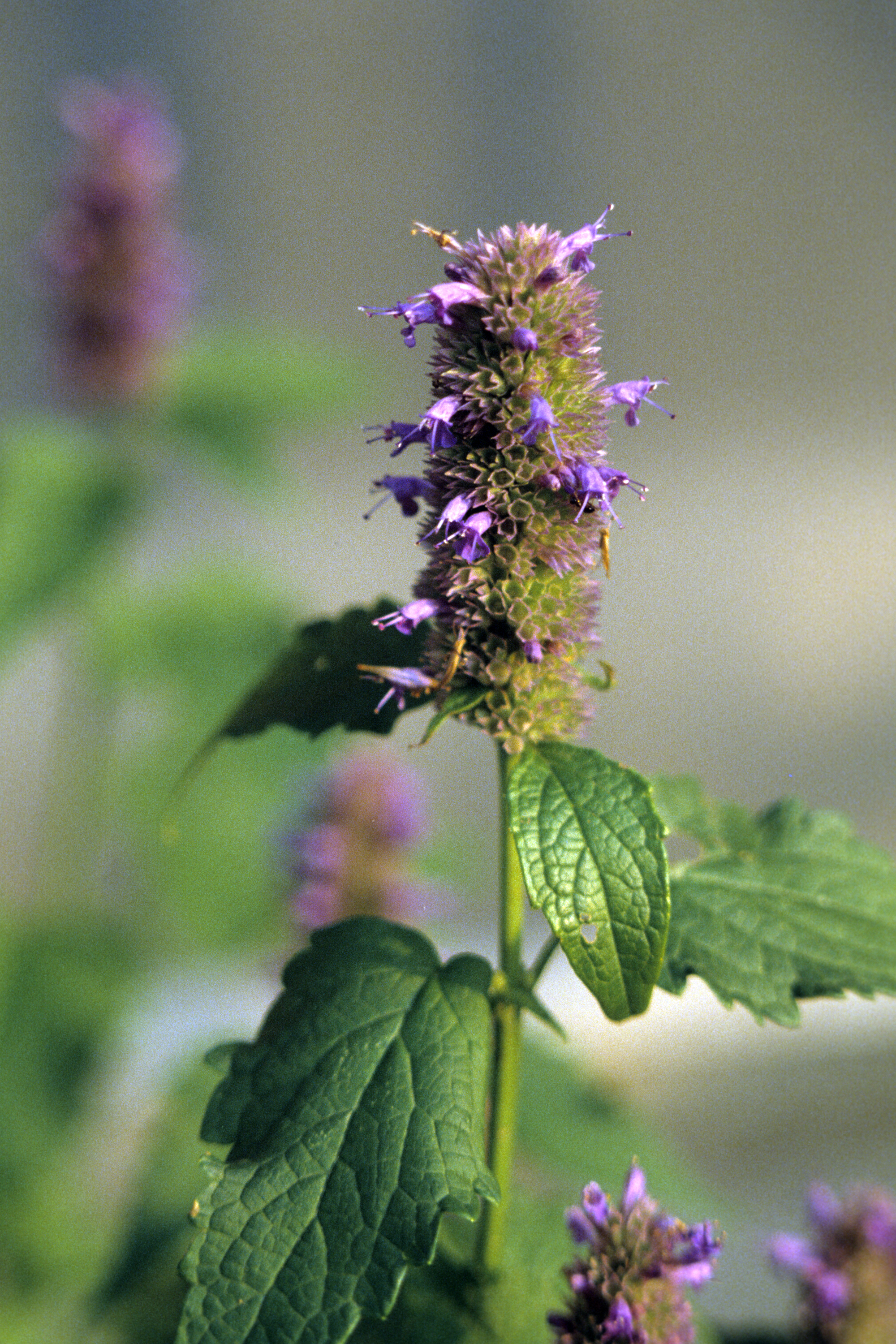
Суцвіття на стадії відцвітання

Природний ареал лофанта ганусового охоплює Середній Захід США, район Великих рівнин і Великих Озер від штату Вісконсин на північному сході до штату Колорадо на південному заході. Крім того, він зростає у прилеглих провінціях Канади — від Онтаріо на сході до Британської Колумбії на заході. Природні популяції цього виду нечисленні, втім, це компенсується чисельними штучними насадженнями.
За межами природного ареалу лофант вирощують у Середній Азії і на Далекому Сході, цей вид також інтродукований на Гавайських островах. Невеликі плантації цієї рослини існують у Молдові та Україні (на Кримському півострові).

## Екологія
Вид світлолюбний, відносно морозо- та посухостійкий. Віддає перевагу помірно зволоженим, добре дренованим, проникним та поживним ґрунтам з нейтральною реакцією середовища. Здатен переносити легкий затінок і пониження зимової температури до −20 °C. Типовими біотопами цього виду є прерії, підвищені відкриті ділянки в лісовому поясі, узбіччя полів.
Весняний розвиток рослин починається наприкінці лютого — на початку квітня, повне відмирання відбувається у листопаді. Бутонізація відбувається наприкінці травня, масове цвітіння триває з червня (у рослин першого року життя — з вересня) по жовтень. Цвітіння однієї особини триває 30-40 діб. В природі лофант ганусовий запилюється метеликами й колібрі, він також приваблює джмелів і бджіл, які збирають з нього багато нектару. Поновлюється насіннєвим та вегетативним способами. Насіння у рослин першого року життя починає достигати з середині вересня (у старіших особин — із серпня), плодоношення триває до жовтня. Насіння лофанта зберігає схожість 2-3 роки.

## Застосування

### Медицина
В Європі та Азії лофант ганусовий більш відомий як лікарська рослина. Діапазон його використання широкий, тому цей вид інколи називають «північним женьшенем». Препарати з цієї рослини мають заспокійливу, гіпотонічну, імуностимулюючу, жовчогінну, кровоочисну, бактеріо- та фунгістатичну дію. Їх застосовують для лікування нервових і серцево-судинних захворювань, зокрема безсоння, головного болю, загального нервового збудження, вегетативно-судинної дистонії, стенокардії, атеросклерозу, гіпертонії. Особливо лофант популярний в китайській та японській медицині. Окрім хвороб терапевтичного напрямку, в китайській медицині його успішно використовують як протираковий засіб.
Настої з лофанту застосовують для лікування гострих вірусних респіраторних захворювань, пневмонії і бронхіальної астми у дітей та осіб похилого віку. Інгаляції та полоскання застосовують при ангінах, тонзилітах, вони дають надійніший ефект, ніж відомі препарати. Також настоями лікують порушення роботи підшлункової залози, печінки, передміхурової залози. Настій стимулює травлення, посилює апетит, ефективний при атонії кишківника, що супроводжується закрепами, а також застійних явищах в жовчному міхурі і жовчовивідних шляхах. В тибетській медицині наземну частину лофанту використовують, як засіб для лікування гастриту, розладів шлунку, гепатитів.
В монгольській медицині лофант застосовують для нормалізації обміну речовин в організмі людини. Спиртові настої застосовують при паралічах (особливо лицьового нерва), тремтінні кінцівок.
Крім того, препарати з цієї рослини ефективні при гінекологічних захворюваннях, вони відновлюють сили після пологів і стимулюють молокоутворення у годуючих жінок. Споживання в їжу молодих листків лофанту сприяє ефективному лікуванню простатиту.
Свіже або сушене листя лофанта використовують для лікувально-оздоровчих ванн, які призначають при ревматизмі, невралгії та шкірних захворюваннях, наприклад, себореї. Настій лофанту корисно додавати під час купання немовлят. Вони стають спокійнішими, шкіра не піддається грибковим захворюванням. Ванни з лофанту корисні не тільки для дітей, а й для літніх та ослаблених людей. Препарати з лофанта ганусового зміцнюють коріння волосся і стимулюють його ріст, зберігають молодість шкіри, розгладжуючи зморшки, забезпечуючи шкірі гладкість і пружність.
На додаток ця рослина здатна гальмувати процеси старіння, виводити шкідливі речовини, що накопичуються в організмі: радіонукліди, важкі метали тощо. В Білорусі в діагностичному центрі лікарських препаратів з трави лофанту виготовляють препарат, що має імуностимулюючі властивості та здатність виводити з організму радіонукліди. Щоденне споживання чаю з лофанту ганусового поповнює запаси хрому в організмі. І ще одна важлива цінність лофанту — це наявність у ньому фітонцидів. Ефірна олія лофанту виявилася дуже ефективною для санації повітря приміщень. А ще гілки лофанту дуже корисно додавати до віників, що застосовують у лазнях. Це дасть можливість оздоровити шкіру.

### Кулінарія
Першими в їжу цю рослину почали вживати індіанці Північної Америки для приготування різних вишуканих і екзотичних страв. Насіння лофанта додають при консервації та засолюванні овочів, при приготуванні кексів та печива, листя і суцвіття додають в чай, компот і кисіль для аромату, використовують як приправу в салатах, м'ясних і рибних стравах, випічці. Використовувати лофант можна з ранньої весни. Як тільки зійде сніг, молоді листки з верхівками стебел додають до салатів, супів, окрошок.

### Садівництво
Лофант може прикрасити парки і сквери, подвір'я і балкони. Він росте навіть у кімнаті. Ця рослина добре очищає повітря від патогенної мікрофлори і техногенних забруднень. Селекціонерами виведено декілька сортів, серед них є й українські — 'Білий лелека' та 'Синій велетень', відповідно, з білими та синіми квітками.
На своїй батьківщині лофант ганусовий відомий перш за все як чудовий медонос, з якого бджоли виробляють велику кількість запашного меду, в ароматі якого відчутні ганусові ноти. З цією метою його часто насаджують поблизу пасік. Під час цвітіння лофанту на одному квадратному метрі інтенсивно працюють 30-50 бджіл. На відміну від інших медоносів лофант виділяє нектар протягом цілого дня за любої погоди. Період його цвітіння триває 3-4 місяці. За своєю медопродуктивністю ця рослина перевищує білу акацію.

#### Вирощування
Насіння висівають наприкінці березня в ємності з родючою землею. При появі двох пар листків сходи пікірують у маленькі горщики. У відкритий ґрунт висаджують в середині травня, коли мине загроза приморозків. В перший рік вирощування рослини сягають висоти 1-1,5 м і мають 4-5 пагонів, а в подальші роки кількість пагонів та суцвіть подвоюється. На 1 гектарі повинно розміщуватись 60-70 тис. особин. У рядку рослини залишають на віддалі 20 см одна від одної, а ширина міжрядь повинна бути 50-70 см. Після появи третьої пари справжніх листків ріст лофанту прискорюється і забезпечує йому самозбереження. На другий рік життя лофант починає відростати найпершим і поруч з ним жодна рослина не може конкурувати за швидкістю росту. Лофант успішно пригнічує довкола себе усі бур'яни, з цього періоду він уже практично не потребує догляду. Слід зазначити, що видалення засохлих суцвіть сприяє утворенню нових.
Можна висівати насіння одразу у відкритий ґрунт. Глибина загортання насінин 2-2,5 см. Відстань між рядами 40 см. Для полегшення посіву можна змішати попередньо насіння з піском у співвідношенні 1:2. Сходи з'являються через 10-12 днів після посіву. Після появи другої пари справжніх листків сходи проріджують, залишаючи між рослинами відстань 10 см. Через два тижні проводять повторне проріджування, залишаючи рослини на відстані 20-25 см.
Лофант ганусовий погано росте на важких глинястих, кислих і заболочених ґрунтах. Досить посухостійкий, але дуже чуйний до поливу та підживлення. На зиму бажано утеплити насадження торф'яною крихтою, ялиновими або сосновими гілками, подрібненої корою. Рятує від вимерзання також щільний сніговий покрив.
На присадибних ділянках практикують розмноження поділом куща. Восени або навесні кущі викопують і ділять на частини за допомогою ножа або гострої лопати. Кожна частина повинна мати достатню кореневу систему і 4-5 бруньок відновлення.

## Синоніми
| - Agastache anethiodora (Nutt.) Britton & A.Br. - Agastache foeniculum f. bernardii B.Boivin - Agastache foeniculum f. candicans B.Boivin - Agastache foeniculum f. foeniculum - Hyptis marathrosma (Spreng.) Benth. - Hyssopus anethiodorus Nutt. - Hyssopus anisatus Nutt. - Hyssopus discolor Desf. - Hyssopus foeniculum (Pursh) Spreng. - Lophanthus anisatus (Nutt.) Benth. - Lophanthus foeniculum (Pursh) E.Mey. | - Perilla marathrosma Spreng. - Stachys foeniculum Pursh - Vleckia albescens Raf. - Vleckia anethiodora (Nutt.) Greene - Vleckia anisata (Nutt.) Raf. - Vleckia bracteata Raf. - Vleckia bracteosa Raf. - Vleckia discolor Raf. - Vleckia foeniculum (Pursh) MacMill. - Vleckia incarnata Raf. |